# Facepunch Studios
Facepunch Studios — британський розробник і видавець відеоігор зі штаб-квартирою в Бірмінгемі, Англія, заснована в червні 2004 року і зареєстрована 17 березня 2009 року Гаррі Ньюманом. Компанія найбільш відома своєю відеогрою-пісочницею Garry's Mod та симулятором виживання Rust. Наразі Facepunch розробляє гру s&box, яка вважається духовною спадкоємицею Garry's Mod.

## Історія
Компанію Facepunch Studios заснував Гаррі Ньюман у червні 2004 року для майбутнього випуску гри Facewound. Ньюман і його співробітники мали намір використовувати цю назву студії замість одного з особистих імен, щоб виглядати більш професійно. Назва «Facepunch» з'явилася під час мозкового штурму назв для гри Facewound - де потрібно було щось «по тупому мачо». В результаті було обрано дві назви: Facepunch і Facewound. Facewound було використано для гри, але Facepunch «занадто смішно звучало, щоб просто кинути її» - і тому було використано як назву для компанії.
У 2004 році Гаррі Ньюман розпочав розробку Garry's Mod, спочатку побічного проекту, який згодом поглинув форум Facewound, а також більшу частину часу Ньюмана. Пізніше Facewound було відкладено та скасовано, а студію Facepunch розформовано. Garry's Mod стала флагманською грою Facepunch Studios, регулярно входячи в топ найпопулярніших ігор Steam, оскільки була випущена майже одночасно із заснуванням Steam. Станом на березень 2023 року в студії працює понад 50 співробітників.

### Garry's Mod
Garry's Mod розпочинався як мод пісочниці, де можна було попрацювати з рушієм Source від Valve. Не будучи відеогрою, а радше ігровим майданчиком, гра бере ресурси із сумісних ігор на рушії Source, таких як Half-Life 2, Team Fortress 2, Portal тощо, і дозволяє користувачам змінювати їх за допомогою різних інструментів, пропонованих Garry's Mod. Станом на вересень 2021 року було продано понад 20 мільйонів копій гри.

### Rust
Rust - це багатокористувацький симулятор виживання, заснований на таких іграх, як DayZ. Ідея створення Rust виникла через розчарування Facepunch в ігровому процесі DayZ; вона успадкувала жорстоку модель гри гравець проти гравця, а також аспекти Minecraft, пов'язані з ремеслом і будівництвом. Грандіозний задум Rust полягав у тому, щоб розробити гру, в якій гравці могли б формувати навколишнє середовище: полювати, збирати та мародерствувати заради виживання; а самі гравці могли б перешкоджати або допомагати один одному в досягненні успіху.
Хоча гру критикували за надмірну жорстокість, Facepunch Studios запевняють, що штучне табло, яке заохочує гравців «грати добре», зашкодить грі: «Не повинно бути системи, яка змушує людей бути хорошими. Це прибирає багато задоволення від гри».
За перші два тижні Rust розійшлася накладом понад 150 000 копій. Для порівняння, Garry's Mod продали лише 34 000 за два тижні. До 2017 року було продано понад п'ять мільйонів. Гра офіційно вийшла з раннього доступу в лютому 2018 року. У липні 2018 року Facepunch припинила продаж Linux-версії Rust, а в серпні 2019 року офіційно припинила її підтримку.
У 2016 році Facepunch об'єдналася зі студією Double Eleven, щоб розпочати роботу над консольною версією Rust. Розробники боролися з продуктивністю та оптимізацією гри через різницю між апаратним забезпеченням ПК та консолей. Бета-тестування за попереднім замовленням проходило з 23 квітня по 6 травня 2021 року, що дозволило гравцям випробувати консольну версію до її очікуваного релізу 20 травня 2021 року.
У грі є три додаткові пакети контенту: «Instruments Pack», «Sunburn Pack» та «Voice Props Pack». Набір інструментів вийшов 5 грудня 2019 року і містить різноманітні інструменти, з якими можна грати в грі. Інструменти сумісні з реальними MIDI-пристроями, що дозволяє гравцям записувати свою музику. Це було перше платне DLC, яке Facepunch випустив для Rust. Sunburn Pack, що вийшов 9 липня 2020 року, надає гравцям доступ до різноманітних косметичних та будівельних опцій. Voice Props Pack, що вийшов 1 липня 2021 року, пропонує різноманітні предмети на дискотечну тематику, деякі можливості звукозапису та танцювальні жести.

### Clatter
Clatter - це покрокова стратегічна гра один на один, де гравці по черзі атакують свого супротивника бойовими роботами, поки у однієї зі сторін не закінчаться роботи. У грі представлений широкий вибір роботів на вибір, кожен з яких має унікальні атаки, рухи та дизайн. Гра вийшла 10 грудня 2018 року.

### Sandbox
Sandbox  (стилізована як s&box) - духовний спадкоємець Garry's Mod, що знаходиться в розробці. Ньюман заявив, що Facepunch працює над сиквелом Garry's Mod наприкінці 2015 року з акцентом на віртуальну реальність. У 2017 році було офіційно оголошено, що гра розробляється на рушію Unreal Engine 4, але у 2019 році розробку було призупинено, а у березні 2020 року її перенесено на рушій Source 2 від Valve. У грі представлені ігрові режими, створені користувачами. Публічний реліз був запланований на другу половину 2021 року, причому обрана група вже отримала ранній доступ до закритої бета-версії. У Sandbox гравці можуть вибирати з багатьох ігрових режимів, подібних до Garry's Mod. Гра використовує C# як бекенд для контенту, створеного користувачами.

## Розроблені відеоігри
| Рік  | Назва       | Платформи                       |
| ---- | ----------- | ------------------------------- |
| 2006 | Garry's Mod | Linux, macOS, Microsoft Windows |
| 2018 | Rust        | macOS, Microsoft Windows        |
| 2018 | Clatter     | Microsoft Windows               |
| 2019 | Chippy      | Microsoft Windows               |
| 2021 | Rust        | PlayStation 4, Xbox One         |
| ЩНА  | S&box       | Microsoft Windows, Linux        |